# Виноградов, Александр Львович
Алекса́ндр Льво́вич Виногра́дов (род. 20 июня 1970, Казань) — советский и российский хоккеист.

## Карьера
Воспитанник СК им. Урицкого (Казань), первый тренер — В. Зайцев; в сезоне 1987/88 сыграл 2 матча за первую команду казанского клуба. В сезоне 1988/89 — в «Соколе» из Новочебоксарска (вторая лига). С 1989 года в Ленинграде, первый сезон там провёл полностью в СКА-2 (также вторая лига); в сентябре 1990 года дебютировал в основном составе СКА. В высшем дивизионе советского / российского хоккея выступал за СКА Ленинград / Санкт-Петербург (сезоны 1990/91, 1992/93 — 1995/96, 1997/98, частично 1998/99), «Витязь» (2000/01), «Крылья Советов» (2002/03), «Сибирь» (2003/04).
В составе таллинского клуба «Старз» — 4-кратный чемпион Эстонии (2005, 2006, 2007, 2009).
Привлекался в сборную России для участия в зимней Олимпиаде 1994 года.